# Trimeresurus andersonii
Espèce
Synonymes
- Trimeresurus purpureomaculatus andersoni Theobald, 1868
- Cryptelytrops andersonii (Theobald, 1868)

Trimeresurus andersonii est une espèce de serpents de la famille des Viperidae. 

## Répartition
Cette espèce est endémique des îles Andaman-et-Nicobar en Inde.

## Description
C'est un serpent venimeux.

## Étymologie
Cette espèce est nommée en l'honneur de John Anderson.

## Publication originale
- Theobald, 1868 : Catalogue of reptiles in the Museum of the Asiatic Society of Bengal. Journal of the Asiatic Society of Bengal, vol. 37, p. 7-88 (texte intégral).